# Anna Kałuża
Anna Kałuża (ur. 1977) – polska krytyczka literacka, doktor habilitowany nauk humanistycznych w zakresie literaturoznawstwa.

## Życiorys
Ukończyła studia z zakresu filologii polskiej na Uniwersytecie Śląskim w Katowicach w 2001 roku. 15 listopada 2005 roku uzyskała tamże stopień doktora nauk humanistycznych na podstawie pracy Podmiotowa odrębność. Rymkiewicz, Hartwig, Wirpsza. 28 stycznia 2014 roku uzyskała habilitację na Uniwersytecie Śląskim na podstawie pracy Wielkie wygrane. Wspólne sprawy poezji, krytyki i estetyki. Pracuje jako profesor uczelni na Wydziale Humanistycznym Uniwersytetu Śląskiego; sprawowała funkcję zastępcy dyrektora Instytutu Nauk o Literaturze Polskiej im. Ireneusza Opackiego. Od 2020 roku pełni funkcję Prodziekana ds. kształcenia i studentów Wydziału Humanistycznego Uniwersytetu Śląskiego.
Współredagowała „Tekstylia Bis". Współpracowała m.in. z czasopismami FA-art, Śląsk, Studium, Nowe Książki. Członkini kapituły Górnośląskiej Nagrody Literackiej „Juliusz”.

## Publikacje
- Wola odróżnienia. O modernistycznej poezji Jarosława Marka Rymkiewicza, Julii Hartwig, Witolda Wirpszy i Krystyny Miłobędzkiej, Universitas 2008[4]
- Bumerang. Szkice o polskiej poezji przełomu XX i XXI wieku, Biuro Literackie, Wrocław 2010[4]
- Wielkie wygrane. Wspólne sprawy estetyki, krytyki i poezji, Instytut Mikołowski. Mikołów 2011[4]
- Pod grą. Jak dziś znaczą wiersze, poetki i poeci?, Universitas. Kraków 2015[4]
- Splątane obiekty. Przechwycenia artystyczno-literackie w niewspółmiernym świecie, Wydawnictwo Uniwersytetu Jagiellońskiego 2019[5]